# Gabriel I. Druget
Gabriel I. Druget(h) († 1531) byl uherský šlechtic z humenské větve rodu Drugetů. Byl županem užské stolice.

## Životopis
Do rodinné historie se zapsal ražením falešných mincí. Svůj podíl na padělání měli i jeho bratři Imrich I. a Antonín I. Gabriel měl na svém Jasenovském hradě uloženy své cennosti. Cennosti tam měli ukryty i magnátské rodiny a církevní společenství, které si je tam uschovaly před případnými tureckými vpády. Hrad byl postaven na vysokém vrchu, obehnaný hradním zdí a neustále ho hlídalo patnáct hajduků.
Tehdejší politická situace byla poznamenána bojem o získání trůnu mezi Ferdinandem I. a Janem II. Zápolským. I ekonomická situace po moháčské bitvě byla špatná. Drugetové se těchto konfliktů aktivně účastnili a to vyžadovalo značné peněžní výdaje. Nejprve byli nuceni dát své cennosti do zástavy, pak, aby se snadněji dostali k penězům, začali z nich razit mince. Začali je razit i z pokladů a cenností, které jim byly dány do úschovy. Když došly zásoby, rozhodli se postupně razit mince z olova a jiných levných a nekvalitních kovů. Razili především polské groše, které se hodily při obchodu s Polskem.
Po jistém čase se k panovníkovi Ferdinandovi začaly dostávat z Polska a Německa zprávy, že Drugetové razí falešné mince. Král se však necítil natolik silný, aby proti padělatelům zasáhl přímo. 17. srpna roce 1531 vyzval leleský konvent, aby dal pochytat mistry, kteří falšují Drugetům mince, a uvěznil je na Šarišském hradě. Stejný rozkaz dostal i Ján Literát, který byl tehdy třicátníkem, tj. výběrčím třicátků v Humenném. Ján Literát splnil králův příkaz a uvěznil v Humenném na třicátkově úřadě mistra Mikuláše, který byl hlavním padělatelem peněz. Gabriel I. Druget však nařídil svému sluhovi Ladislavu Sentivánimu, aby mistra Mikuláše za každou cenu vysvobodil. Szentivánimu se to podařilo a mistra Mikuláše ukryl na Jasenovském hradě. Nakonec musel přímo zasáhnout král, který nařídil Gabrielovi, aby ho okamžitě vydal, pokud nechce on sám upadnout do nemilosti. Druget musel uposlechnout a padělatele vydal. Mistra Mikuláše pak popravili na rynku v Prešově. Trest by velmi pravděpodobně postihl i samého Gabriela I., ale ten náhle zemřel v roce 1531.
Jeho první manželkou byla Barbora Varkočová, druhou Eufrozína Gyulaffyová. S první ženou neměl žádné děti, s druhou čtyři – tři dcery a syna Štěpána V.

## Politika
Gabriel I. Druget byl během dvojvládí zpočátku na straně Zápolského. V roce 1536 bojoval na straně Zápolského a podařilo se mu zajmout pod Braniskem Ulricha, kapitána Ferdinandova vojska a uvěznit ho v Prešově. Z vězení se dostal až po zaplacení 1500 forintů. Později však kvůli rodinným svazkům a vlivu svých bratrů přešel i on na stranu Ferdinanda. Spolu se svými třemi bratry se zúčastnil v Šarišském Potoku 14. února 1542 uzavření "konfederace", kterou svolal Petr Perényi.